# Centroderidae
Famille
Synonymes
- Campyloderidae Remane, 1936
- Mesitoderidae Zelinka, 1907
- Condyloderidae Sheremetzevskii, 1974

Les Centroderidae sont une famille de Kinorhynches. Ce sont de petits invertébrés faisant partie du meiobenthos.
On connaît 12 espèces dans cinq genres.

## Liste des genres
- Centroderes Zelinka, 1907
- Condyloderes Higgins, 1969
- Campyloderes Zelinka, 1913
- Reinhardella Sheremetzevskii, 1974
- Zelinkiana Sheremetzevskii, 1974

## Référence
- Zelinka, 1896 : Demonstration von Taflen der Echinoderes-Monographie. Verhandlungen der deutschen zoologischen Gesellschaft, vol. 6, p. 197–199.